# City of Ekurhuleni Metropolitan Municipality
Die City of Ekurhuleni Metropolitan Municipality ist eine Metropolgemeinde, die in der Region East Rand in der südafrikanischen Provinz Gauteng liegt. Der Sitz der Verwaltung befindet sich in Germiston.
Der Name Ekurhuleni bedeutet auf Xitsonga „Ort des Friedens“.

## Geschichte
Die Metropolgemeinde Ekurhuleni entstand im Zuge der Regionalwahlen im Dezember 2000 aus der Zusammenlegung der Territorien des Khayalami Metropolitan Council und des Eastern Gauteng Services Council.

## Gliederung
Auf dem Gebiet der Metropolgemeinde befinden sich mehrere große Städte. Folgende Orte liegen in der Metropolgemeinde:
| - Alberton - Bedfordview - Benoni - Birchleigh - Boksburg - Brakpan - Clayville - Daveyton | - Dunottar - Edenvale - Geduld - Germiston - Katlehong - Kempton Park - Kwa-Thema - Nigel | - Olifantsfontein - Springs - Tembisa - Thokoza - Vosloorus |

## Demografie
Zensus 2011
Im Jahr 2011 hatte die Metropolgemeinde 3.178.470 Einwohner in 1.015.465 Haushalten auf einer Gesamtfläche von 1975,31 km². Davon waren 78,7 % schwarz, 15,8 % weiß, 2,7 % Coloured und 2,1 % Inder bzw. Asiaten. Erstsprache war zu 28,6 % isiZulu, zu 11,9 % Englisch, zu 11,8 % Afrikaans, zu 11,3 % Sepedi, zu 9,9 % Sesotho, zu 8 % isiXhosa, zu 6,6 % Xitsonga, zu 2,8 % Setswana, zu 2,4 % isiNdebele, zu 1,5 % Tshivenda und zu 1,4 % Siswati.
Mikrozensus 2016
Im Jahr 2016 lebten in der Metropolgemeinde 3.379.104 Menschen in 1.299.490 Haushalten.
Zensus 2022
Gemäß der Volkszählung 2022 lebten hier 4.066.691 Einwohner in 1.421.003 Haushalten.

## Verkehr
Die Nationalstraßen N3, N12 und N17 queren ihr Gebiet. Südlich von Kempton Park liegt der OR Tambo International Airport, der größte Flughafen Südafrikas.

## Söhne und Töchter der Stadt
- Malcolm Jiyane (* 1982), Jazzmusiker